# Polyptychoides ruaha
Polyptychoides ruaha là một loài bướm đêm thuộc họ Sphingidae. Nó được tìm thấy ở Tanzania.